# Хотыж
Хотыж (укр. Хотиж) — село на Украине, находится в Емильчинском районе Житомирской области.
Код КОАТУУ — 1821785205. Население по переписи 2001 года составляет 43 человека. Почтовый индекс — 11251. Телефонный код — 4149. Занимает площадь 0,236 км².

## Адрес местного совета
11251, Житомирская область, Емильчинский р-н, с. Рясное